# IC 1452
IC 1452 ist eine elliptische Galaxie vom Hubble-Typ E-S0 im Sternbild Pegasus am Nordsternhimmel. Sie ist schätzungsweise 333 Millionen Lichtjahre von der Milchstraße entfernt,
Das Objekt wurde am 10. Oktober 1890 von Guillaume Bigourdan entdeckt.